# Santa Cruz de Goiás

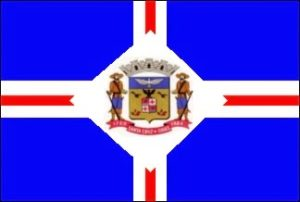
drapeau de Santa Cruz de Goiás (municipalité)

Santa Cruz de Goiás est une municipalité brésilienne de l'État de Goiás et la microrégion de Pires do Rio.